# Symmachia pilarius
Symmachia pilarius är en fjärilsart som beskrevs av Hans Ferdinand Emil Julius Stichel 1910. Symmachia pilarius ingår i släktet Symmachia och familjen Riodinidae. Inga underarter finns listade i Catalogue of Life.